# Trstice
Trstice es un municipio del distrito de Galanta en la región de Trnava, Eslovaquia, con una población estimada a final del año 2024 de 3816 habitantes.
Se encuentra ubicado en el centro-sur de la región, en la depresión danubiana y cerca del río Váh (cuenca hidrográfica del Danubio) y de la región de Bratislava.

## Demografía
| Año        | 1994 | 2004    | 2014    | 2024    |
| ---------- | ---- | ------- | ------- | ------- |
| Población  | 3741 | 3746    | 3739    | 3816    |
| Diferencia |      | +0,13 % | −0,18 % | +2,05 % |

| Año        | 2023 | 2024    |
| ---------- | ---- | ------- |
| Población  | 3857 | 3816    |
| Diferencia |      | −1,06 % |